# Фёрстерлинг, Пауль
Пауль Фридрих Фёрстерлинг (Paul Friedrich Försterling, также: Фёрстерлинг Пауль Альбертович, род. 1 апреля 1899 в Рейниккендорфе под Берлином, Германская империя; умер 23 февраля 1949 в Москве, СССР) был немецким коммунистом и интербригадистом в Испанской гражданской войне.

## Жизнь
Пауль Фёрстерлинг родился 1 апреля 1899 г. в Райниккендорфе, в семье Альберта Фёрстерлинга и Паулины Фёрстерлинг (урожденной Хабер). Он прошел обучение по профессии токаря. В 1918 г. Фёрстерлинг был призван на военную службу в Первой мировой войне, где служил радистом.
В 1921 г. Фёрстерлинг впервые побывал в Советской России, где познакомился со своей будущей женой, Эльзой Людвиговной Ясковской. В 1923 г. он на краткое время вернулся в Германию, а в 1924 г. навсегда переселился в Советский Союз.
С 1929 по 1932 г. Фёрстерлинг изучал электротехнику в Московском энергетическом институте и успешно защитил свою диссертацию в 1936 г. С 1933 года он работал на Московском трансформаторном заводе.
В 1936 г. Пауль Фёрстерлинг принял советское гражданство. 
В 1937 г. он сначала был призван проверять добровольцев для участия в Гражданской войне в Испании, а затем сам подал заявление пойти воевать добровольцем. В Тамбове Фёрстерлинг прошел подготовку в качестве сапёра и в сентябре 1937 года отправился в Испанию, где стал командиром инженерного отряда XI-й интербригады и принимал участие во всех боях, в которых она участвовала.
После возвращения в Москву в апреле 1939 года работал в кадровом отделе Коминтерна. Во время Второй мировой войны входил в состав комиссии по антифашистской работе среди немецких военнопленных.
В 1940-е годы Пауль Фёрстерлинг все чаще страдал от гипертонии. Осенью 1948 г. он подал заявление на возвращение в Германию вместе с семьей, которое было одобрено. Однако зимой 1949 г. Фёрстерлинг тяжело заболел и скончался 23 февраля в Москве.
Пауль Фёрстерлинг погребен в колумбарии Донского кладбища.
Жена: 
- Ясковская Эльза Людвиговна

Дети:
- Ясковская Эльвира Павловна
- Ясковская Элеонора Павловна
- Ясковский Павел Павлович

## Карьера в коммунистической партии и переезд в Советский Союз
В 1913 году Пауль Фёрстерлинг вступил в Социалистическую рабочую молодежь. В 1918 г. он вступил в союз Свободной социалистической молодёжи. После возвращения с Первой мировой войны в январе 1919 г. вступил в Независимую социал-демократическую партию Германии, откуда в марте 1919 г. перешел в Коммунистическую партию Германии. В октябре 1921 г. он был делегатом III молодёжной конференции в Веймаре.
В августе 1921 г. Пауль Фёрстерлинг отправился в Советскую Россию, где до июня 1922 г. работал советником исполнительного комитета Коммунистического интернационала молодёжи в Москве, а с июня 1922 г. стал управляющим делами ИК КИМ. В октябре 1923 г. он вернулся в Германию, где до апреля 1924 г. работал в штаб-квартире КПГ. В 1924 г. он вновь отправился в Москву, где по рекомендации германской секции Коминтерна был принят в КПСС. Пауль Фёрстерлинг продолжал управлять делами ИК КИМ до сентября 1926 года, после чего до октября 1927 года стал секретарем отдела агитпропа Исполнительного Комитета Коммунистического Интернационала. С октября 1927 г. - референт и редактор немецкоязычного информационного бюллетеня Комиссии по внешним связям ВЦСПС.
После участия в гражданской войне в Испании и возвращения в Москву Пауль Фёрстерлинг с сентября 1939 г. работал в кадровом отделе Коминтерна на должности старшего референта по Германии и Австрии. После начала Великой Отечественной войны была создана комиссия по антифашистской работе среди немецких военнопленных, членом которой был Пауль Фёрстерлинг. По ее поручению он в течение всей войны посещал разные лагеря военнопленных. С 1943 г. он отвечал за антифашистскую работу среди немецких военнопленных в рабочей группе КПГ. Кроме того, с августа 1943 г. являлся сотрудником по кадровым вопросам заграничного отделения КПГ в Москве, представителем которого он был до расформирования отделения. 
В 1946 г. он присутствовал на учредительном съезде партии СЕПГ в качестве приглашенного делегата. В 1948 году Пауль Фёрстерлинг обратился к Вильгельму Пику с просьбой разрешить ему выехать в Германию с тем, чтобы оказать помощь при восстановлении страны после войны. Эта просьба была удовлетворена, и 6 декабря 1948 года Центральный секретариат СЕПГ подал запрос в ЦК КПСС на отъезд Фёрстерлинга на работу в Германию. Запрос был одобрен, однако отъезду помешала болезнь и смерть.

## Участие в гражданской войне в Испании
После окончания курсов сапёрской школы Красной Армии в Тамбове в апреле 1937 года Пауль Фёрстерлинг получил аттестат на звание командира батальона. 8 сентября 1937 г. он покинул Москву и через Стокгольм и Париж отправился в Перпиньян во французских Пиренеях по канадскому паспорту, выданному на вымышленное имя «Эдгар Талльман». Оттуда вместе с другими товарищами он перебрался через границу в Испанию, в город Фигерас. 
Оттуда, через Барселону и Валенсию, Фёрстерлинг отправился в Альбасете, где находился штаб интербригад. В Позо Рубио под Альбасете Фёрстерлинг окончил офицерскую школу и получил звание Teniente (старший лейтенант). 1 ноября 1937 года он отправился в Азайла под Сарагосой, в штаб 35-й дивизии, где был откомандирован в XI-ю интернациональную бригаду. Фёрстерлинг стал командиром одного из сапёрных взводов и с тех пор участвовал во всех боях бригады.
Из Азайлы он отправился на Арагонский фронт в Тардиенту, где в ноябре-декабре 1937 г. сапёры укрепляли позиции республиканцев, а затем - на зимние позиции в Альканис.
3 января 1938 года Пауль Фёрстерлинг и другие сапёры отправились из Альканиса в Тортахаду под Теруэлем, где на данный момент проходило сражение при Теруэле. В этом сражении XI-я бригада принимала участие в наступательных и оборонительных боях в январе и феврале 1938 года.
В конце февраля XI бригада была переведена в Куэнку для реорганизации.  
В начале марта 1938 года Франсиско Франко предпринял наступление на арагонском фронте, в связи с чем туда были переброшены XI-я, XIII-я и XV-я интербригады. 11 марта Фёрстерлинг прибыл в Азайле с батальоном имени Ганса Беймлера. После отступления республиканских войск в марте батальон двинулся из Азайле через Винасейте, Ла-Пуэблу-де-Хихар и Каспе на Корберу и Батеа. 
В апреле XI-я интербригада продолжила движение к Эбро через Корберу и Мора-д'Эбре в условиях ожесточенных боев. В апреле и мае, перед битвой на Эбро, сапёры XI-й интербригады укрепляли берега Эбро. Пауль Фёрстерлинг отвечал за проведение курсов фортификационной подготовки в XI-й интербригаде с апреля по июль 1938 года, в ходе которой было подготовлено около 120 офицеров и 400 пехотинцев.
В ночь с 24 на 25 июля 1938 г. республиканцы перешли Эбро. С июля по сентябрь Фёрстерлинг принимал участие в наступательных и оборонительных боях на Эбро и в боях в горах Сьерра-де-Пандольс. Во время боев на Эбро он также исполнял обязанности офицера оперативного отдела штаба XI-й интербригады. В августе начались ожесточенные бои в районе Сьерра-де-Пандольс. В ночь с 23 на 24 сентября Интербригады покинули свои позиции, передав их испанским товарищам. 
После расформирования и вывода Интербригад в сентябре 1938 г. Пауль Фёрстерлинг оставался в Каталонии до конца 1938 г., где писал свои мемуары. 8 февраля 1939 г. он пересек границу Франции в районе Ле-Пертюс и был интернирован в лагере Сен-Сиприен. В апреле 1939 г. он вернулся в СССР.